# 奧本植物園

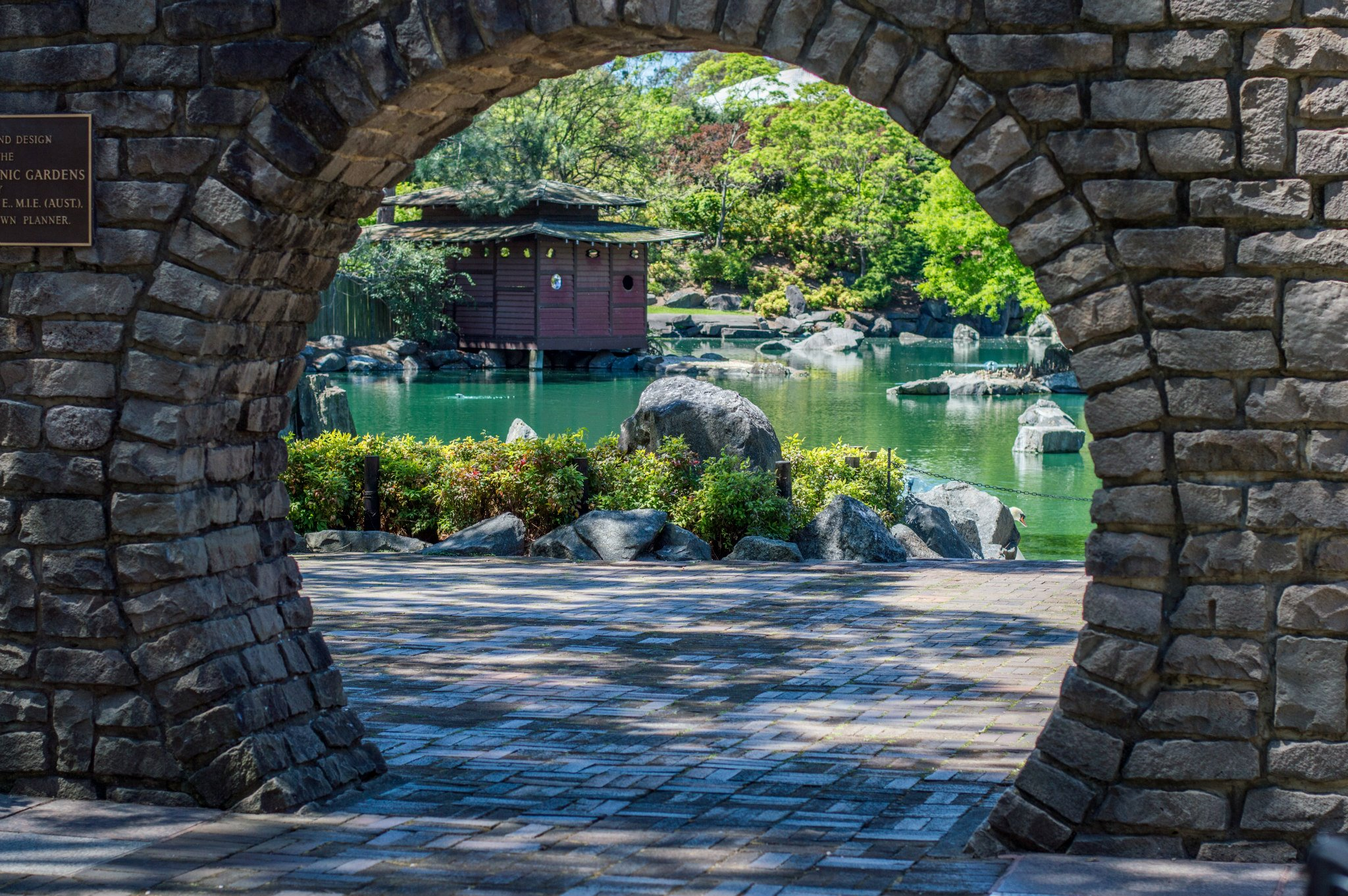

奧本植物園（英語：Auburn Botanic Gardens）是位於澳大利亞新南威爾士州悉尼郊外奧本的植物園。這座植物園建立於1977年，面積9.7公頃（24英畝）。植物園內有兩個湖泊，一個瀑布和多座橋樑。

## 外部連結
- Official website （页面存档备份，存于）